# Mark Strukelj
Mark Tullio Strukelj (Dorking, 23 giugno 1962) è un allenatore di calcio, dirigente sportivo ed ex calciatore italiano, di ruolo centrocampista, responsabile dell'area tecnica del settore giovanile della Triestina.

## Biografia
È nato a Dorking da padre triestino, emigrato prima in Australia e quindi in Gran Bretagna, e da madre inglese. All'età di 2 anni tutta la famiglia si trasferisce a Trieste, mantenendo comunque i contatti con l'Inghilterra e diventando tifoso del Liverpool, contro cui avrebbe giocato una finale di Coppa dei Campioni con la Roma.
Nel 2011 gli è stato asportato un rene visto che tale organo si era ammalato di tumore.
Anche il figlio Kevin è stato un calciatore, di ruolo portiere.

## Caratteristiche tecniche

### Giocatore
Ha giocato come centrocampista, ruolo in cui si distingueva per il dinamismo e le doti di costruttore di gioco in appoggio all'attacco.

## Carriera

### Giocatore

Strukelj in azione alla Triestina nella stagione 1981-1982

Cresce nelle giovanili del Sant'Andrea, in seguito milita nel Montuzza e nell'Esperia San Giovanni, formazioni minori di Trieste. A 16 anni entra nelle giovanili della Triestina, giocando negli Allievi e nella Primavera prima di debuttare in prima squadra a 18 anni, nel campionato 1979-1980, nel quale colleziona 3 presenze e una rete. Nelle stagioni successive guadagna sempre maggior spazio nel centrocampo alabardato, e nel campionato 1982-1983 contribuisce da titolare al primo posto dei giuliani, con 25 presenze e 3 reti. Nel corso di quella stagione viene anche convocato nella rappresentativa giovanile di categoria, attirando le attenzioni di squadre di categoria superiore, e inizia ad avere problemi di infortuni alle caviglie e ai tendini, curati frettolosamente con antidolorifici e infiltrazioni.
Nell'estate 1983 passa in comproprietà alla Roma neo Campione d'Italia, come riserva di Paulo Roberto Falcão. Nonostante alcune difficoltà di ambientamento, Strukelj riesce a ritagliarsi spazio come alternativa a centrocampo: debutta il successivo 30 ottobre nella vittoria per 5-1 sul Napoli, subentrando all'infortunato Falcão, e il 15 gennaio 1984 realizza il primo (e unico) gol in Serie A, sul campo del Pisa. A causa di un serio infortunio conclude anzitempo il campionato, totalizzando 11 presenze, ma su richiesta di Nils Liedholm forza i tempi di recupero per disputare le finali di Coppa dei Campioni contro il Liverpool e di Coppa Italia contro l'Hellas Verona. Nella semifinale di Coppa Italia contro il Torino il 13 giugno 1984 è autore di una doppietta. Nella finale di Coppa dei Campioni viene utilizzato dal 55' minuto in sostituzione di Toninho Cerezo; inizialmente viene designato da Liedholm per calciare il quinto rigore della serie, tuttavia, su pressione del compagno di squadra Roberto Pruzzo, viene sostituito da Odoacre Chierico e scala a sesto rigorista. La serie, tuttavia, si interromperà al quarto rigore dopo l'errore di Francesco Graziani.
Due settimane dopo la Roma lo riscatta dalla Triestina per 650 milioni di lire. Con la formazione giallorossa disputa la sua ultima partita il 26 giugno 1984, nella vittoriosa finale di Coppa Italia, prima di passare in comproprietà al Pisa, appena retrocesso in Serie B. La stagione in Toscana, pur conclusa con la promozione, risulta particolarmente sfortunata: Strukelj scende in campo in 6 occasioni, a causa di continui problemi alle caviglie come ricadute dei precedenti infortuni. Inoltre si rende protagonista di una lite con il vicepresidente Adolfo Anconetani, figlio di Romeo.
A fine stagione il Pisa ne riscatta la comproprietà dalla Roma, tuttavia Strukelj non scenderà più in campo con la maglia nerazzurra: subisce infatti sette operazioni chirurgiche, che lo tengono fermo per quasi due anni. In seguito viene chiamato da Nardino Previdi alla Reggiana, in Serie C1, ma anche in questo caso non riesce a ritornare all'attività agonistica.
Nel 1988 passa al Treviso, in Serie C2; dopo una prima stagione in cui è poco impiegato, torna titolare nel campionato 1989-1990, in cui i veneti sfiorano la promozione sotto la guida di Francesco Guidolin. Prosegue la sua carriera con un biennio nell'Arezzo, in Serie C1, e una stagione nella Pistoiese, sempre in terza serie, prima di concludere la carriera agonistica poco più che trentenne, nel Castel San Pietro.

### Allenatore
Inizia l'attività di allenatore nella Primavera della Triestina, e nel 2003 il nuovo allenatore Attilio Tesser lo promuove a vice allenatore della prima squadra. Rimane legato all'allenatore veneto anche negli anni successivi, sulle panchine di Cagliari, Ascoli e Mantova.
A partire dal 2009 segue Tesser sulla panchina del Novara, con cui ottiene la doppia promozione dalla Lega Pro Prima Divisione alla Serie A. Rimane come allenatore in seconda fino al novembre 2012, quando lascia la società piemontese dopo l'esonero di Tesser.
È nuovamente vice di Tesser alla Ternana dal 31 dicembre 2013 e all'Avellino dal 13 giugno 2015, dove, il 23 marzo 2016, con l'esonero di Tesser, è sollevato dall'incarico, per essere richiamato, fino a fine stagione, sempre come vice di Tesser, il successivo 20 aprile. Il successivo giugno diventa vice allenatore della Cremonese. Il 24 aprile 2018 viene esonerato con Tesser.
Il 4 luglio 2018 viene ufficializzato il suo trasferimento, insieme a quello di Tesser, al Pordenone, dove assume ancora una volta il ruolo di vice allenatore. Viene esonerato il 3 aprile 2021 insieme a Tesser.
Il 22 giugno 2021 segue di nuovo Tesser come vice, al Modena. Nel 2023 torna dopo vent'anni alla Triestina, sempre come vice di Tesser.

## Palmarès

### Giocatore

#### Competizioni nazionali
- Coppa Italia: 1

Roma: 1983-1984
- Campionato italiano di Serie B: 1

Pisa: 1984-1985
- Campionato italiano Serie C1: 1

Triestina: 1982-1983 (girone A)
- Serie C2: 1

pistoiese: 1992-1993 (girone B)

#### Competizioni internazionali
- Coppa Anglo-Italiana: 1

Triestina: 1980